# Douglas Adams
Douglas Noël Adams (ur. 11 marca 1952 w Cambridge, zm. 11 maja 2001 w Santa Barbara, Kalifornia) – brytyjski pisarz science fiction, dziennikarz i scenarzysta.

## Życiorys
W St John’s College na Uniwersytecie Cambridge  ukończył kurs literatury. Pisał skecze m.in. dla Monty Pythona oraz scenariusze do serialu Doktor Who. 
Przez wiele lat pracował jako dziennikarz, głównie w rozgłośni radiowej BBC. Tam też 8 marca 1978 o godzinie 22:30 rozpoczęto nadawanie jego najbardziej znanego dzieła – serialu radiowego Autostopem przez Galaktykę. Seria od samego początku zyskała sobie wielką popularność, głównie z powodu absurdalnego, acz inteligentnego humoru Adamsa.
We wrześniu 1979 ukazała się drukiem pierwsza część powieści wzorowanej na motywach słuchowiska radiowego pod tym samym tytułem, a dwa lata później telewizja BBC wyemitowała pierwszy odcinek serialu telewizyjnego. W następnych latach historia bohatera Autostopem przez Galaktykę rozrosła się do rozmiarów książkowej „trylogii w pięciu częściach”.
Również dwie inne powieści Adamsa, poświęcone przygodom nietypowego detektywa – Holistyczna agencja detektywistyczna Dirka Gently’ego i Długi mroczny podwieczorek dusz – zdobyły sporą popularność. Razem z zoologiem Markiem Carwardine’em napisał też Ostatnia okazja, by ujrzeć – książkę o ginących gatunkach zwierząt. Po śmierci pisarza ukazał się zbiór opowiadań, obejmujący niewydane dotąd teksty, zatytułowany Łosoś zwątpienia.
Był też pionierem stosowania nowoczesnych technologii – używał e-maila i Usenetu, zanim stały się popularne, przewidywał rozwój hipertekstu, był fanem komputerów Macintosh i wszelkich gadżetów. Założył zbliżony charakterem do Wikipedii portal H2G2 – przewodnik po Galaktyce tworzony wspólnie przez społeczność internetową. Koncern IBM nadał swemu komputerowi szachowemu nazwę Deep Thought na cześć maszyny z Autostopem przez Galaktykę, zaś portal AltaVista nazwał swój serwis tłumaczący Babel Fish, zainspirowany rybką-tłumaczem z tej samej książki.
Był współautorem dwóch odcinków serialu animowanego Doctor Snuggles.
Zmarł na zawał serca w trakcie prac nad wyprodukowaniem filmu opartego na motywach pierwszej części cyklu „Autostopem przez Galaktykę”. Film ten trafił na ekrany w 2005.

## Upamiętnienie
- Po śmierci Adamsa w St John’s College ustanowiono nagrodę literacką jego imienia[1] .
- Istnieją dwie asteroidy nazwane na cześć Adamsa:
  - (18610) Arthurdent to mała asteroida w głównym pasie. Odkrył ją 7 lutego 1998 Felix Hormuth. Jej nazwa pochodzi od Arthura Denta, głównego bohatera cyklu Autostopem przez Galaktykę. Nazwa została oficjalnie ogłoszona 9 maja 2001, dwa dni przed śmiercią Adamsa.
  - 25 stycznia 2005 ogłoszono, że asteroida 2001 DA42 została na jego cześć nazwana (25924) Douglasadams. Wybrano właśnie tę asteroidę, ponieważ 2001 to rok śmierci Adamsa, DA to jego inicjały, zaś liczba 42 odgrywa znaczącą rolę w cyklu Autostopem przez Galaktykę.
- Richard Dawkins poświęcił pamięci Douglasa (który był zagorzałym ateistą) swoją książkę Bóg urojony[3].
- Fani Adamsa obchodzą Dzień Ręcznika, który został ustanowiony na 25 maja, dwa tygodnie po jego śmierci, i odbywa się co roku.
- W ramach hołdu dla pisarza, kalkulator wbudowany w wyszukiwarkę Google podaje wartość 42 jako odpowiedź na Wielkie pytanie o życie, wszechświat i całą resztę[4].